# Botswanische Davis-Cup-Mannschaft
Die botswanische Davis-Cup-Mannschaft ist die Tennisnationalmannschaft Botswanas, die das Land im Davis Cup vertritt.

## Geschichte
Botswana nahm 1996 erstmals am Davis Cup teil und konnte im ersten Jahr zwei der sechs Begegnungen in der Europa/Afrika-Gruppenzone III für sich entscheiden. Nach dem resultierenden Abstieg in die Gruppenzone IV folgte bis 2010 ein mehrfacher Aufstieg und Wiederabstieg. Seit 2010 hat Botswana an keiner Auflage des Davis Cups mehr teilgenommen.
Erfolgreichster Spieler ist Michael Judd mit 22 Siegen und 16 Niederlagen.